# Nõva
Nõva je vesnice v estonském kraji Läänemaa, samosprávně patřící do obce Lääne-Nigula.